# Wirtualny wolontariat
Wirtualny wolontariat – określenie formy wolontariatu polegającej na wykonywaniu zadań w całości lub częściowo poza organizacją z wykorzystaniem Internetu na komputerze w domu, szkole, telecentrum lub w pracy, bądź też korzystając z innych urządzeń podłączonych do Internetu.
Wirtualny wolontariat określany jest również m.in. jako wolontariat online, cyber usługi, telementoring, teletutoring, wolontariat sieciowy, mikrowolontariat, e-wolontariat. Wirtualny wolontariat zbliżony jest do telepracy, z tą różnicą, że zamiast sieciowych pracowników, którzy są opłacani, zlecone czynności wykonują sieciowi wolontariusze, którzy nie otrzymują wynagrodzenia od firm nastawionych na zysk, lecz pracują na rzecz organizacji non-profit, szkół, w ramach programów rządowych lub dla podmiotów pożytku publicznego.

## Praktyka wirtualnego wolontariatu
Osoby zaangażowane w wirtualny wolontariat podejmują się zdalnie, za pośrednictwem komputera lub innych urządzeń podłączonych do Internetu, różnorodnych czynności zleconych przez organizacje lub osoby, którym pomagają. Czynności te to np.:
- tłumaczenie dokumentów;
- badanie i analiza określonych tematów;
- tworzenie stron internetowych;
- tłumaczenie tekstów;
- edycja lub pisanie wniosków, informacji prasowych, artykułów, biuletynów informacyjnych itp.;
- opracowywanie materiałów edukacyjnych;
- projektowanie baz danych;
- realizacja obliczeń naukowych przy wykorzystaniu mocy obliczeniowej swoich komputerów (np. projekt BOINC);
- projektowanie grafik;
- opracowywanie ekspertyz prawnych, biznesowych, medycznych, rolniczych i innych;
- prowadzenie poradnictwa;
- udzielanie korepetycji (teletutoring, e-korepetycje) lub prowadzenie mentoringu;
- moderowanie sieciowych list dyskusyjnych i forów dyskusyjnych;
- pisanie piosenek;
- tworzenie podcastów;
- montaż nagrań wideo;
- monitoring informacji bieżących;
- udzielanie odpowiedzi na pytania;
- oznaczanie, tagowanie zdjęć i plików;
- zarządzanie innymi sieciowymi wolontariuszami[1][2][3][4].

Sieciowy mikrowolontariat jest także przykładem wirtualnego wolontariatu i crowdsourcingu, kiedy to wolontariusze podejmują się otrzymanych zadań za pośrednictwem palmtopów lub smartfonów. Jednak nie medium jest tutaj podstawową cechą określającą mikrowolontariat, ale sposób określania zadań i czas ich trwania. Zamiast zaangażowania w jeden projekt przez dłuższy czas wolontariusze biorą udział w zadaniach wymagających niewiele czasu, zwykle około 20 minut. Przykładów mikrowolontariatu dostarcza chociażby serwis Sparked.com pozwalający w szczególności na zaangażowanie ekspertów do udzielania organizacjom pozarządowym profesjonalnej pomocy w mikroskali. Wolontariusze ci nie wymagają przejścia żadnych dodatkowych badań przesiewowych ani szkoleń do wykonania zadań zleconych przez organizacje non-profit. Nie muszą też wypełniać żadnych zobowiązań już po wykonaniu mikrozadania. Niekiedy zaś są to już osoby, które przeszły przez badania przesiewowe lub szkolenia organizacji non-profit, na podstawie których zostały skierowane do wykonywania mikrozadań zgodnie z ich dostępnością i zainteresowaniami. Sieciowy mikrowolontariat był oryginalnie określany przez Virtual Volunteering Project mianem „wolontariatu bajtowych rozmiarów” i od zawsze stanowił część ponad 30-letniej historii sieciowego wolontariatu. Jednym z pierwszych przykładów łączących w sobie cechy zarówno mikrowolontariatu, jak i crowdsourcingu jest ClickWorkers – mały projekt NASA rozpoczęty w 2001 roku, który zaangażował sieciowych wolontariuszy do wykonywania zadań związanych z badaniami naukowymi, który wymagał od wolontariuszy jedynie ich wnikliwości i zdrowego rozsądku, a nie naukowego przeszkolenia, do wyszukiwania kraterów na publikowanych na internetowych stronach projektu zdjęciach Marsa. Wolontariusze nie byli trenowani ani badani przed przystąpieniem do projektu. Autorstwo określenia mikrowolontariat jest przypisywane organizacji non-profit The Extraordinaries z San Francisco.

## Początki
Początki praktyki wirtualnego wolontariatu na rzecz inicjatyw non-profit przypadają na początek lat 70. XX wieku, kiedy to w ramach Projekt Gutenberg zaczęto zachęcać sieciowych wolontariuszy do dostarczania elektronicznych wersji książek obecnych w domenie publicznej.
W 1995 roku nowa organizacja non-profit zwana Impact Online (obecnie VolunteerMatch), z siedzibą w Palo Alto w Kalifornii, rozpoczęła promocję idei „wirtualnych wolontariuszy”. W 1996 roku Impact Online otrzymało grant z James Irvine Foundation na rozpoczęcie inicjatywy testującej szanse na praktyczne wdrażanie wirtualnego wolontariatu i promocję tej praktyki wśród organizacji non-profit w Stanach Zjednoczonych. Nowa inicjatywa została nazwana Virtual Volunteering Project, a jej oficjalna strona internetowa została uruchomiona na początku 1997 roku. Po roku przygotowań Virtual Volunteering Project przeniesiono do Charles A. Dana Center w University of Texas at Austin, zaś w 2002 roku do Lyndon B. Johnson School of Public Affairs.
Pierwsze dwa lata Virtual Volunteer Project spędzono na ocenianiu i adaptowaniu instrukcji z zakresu telepracy oraz istniejących wskazówek z zakresu zarządzania wolontariuszami do potrzeb wirtualnego wolontariatu, jak również na identyfikacji organizacji, które już pozyskiwały sieciowych wolontariuszy. Do kwietnia 1999 roku przez Virtual Volunteering Project zidentyfikowano blisko 100 organizacji współpracujących z sieciowymi wolontariuszami, których lista została opublikowana na stronie internetowej projektu.
Ze względu na szybki wzrost liczby organizacji non-profit, szkół, programów rządowych i innych inicjatyw non-profit angażujących wolontariuszy online Virtual Volunteering Project zakończył notowanie kolejnych organizacji angażujących sieciowych wolontariuszy na swojej witrynie w 2000 roku. Działania projektu nakierowano na promocję praktyk, opisywanie organizacji z dużą liczbą lub unikatowymi rozwiązaniami z zakresu wirtualnego wolontariatu oraz tworzenie poradników na rzecz mobilizowania sieciowych wolontariuszy.
Do stycznia 2001 roku Virtual Volunteering Project zbierał również informacje o wszystkich programach telementoringu i teletutoring (korepetycji) prowadzonych na terenie Stanów Zjednoczonych. Wówczas zidentyfikowano 40 takich programów.

## Aktualny stan
Wirtualny wolontariat został zaadaptowany przez tysiące organizacji non-profit i innych inicjatyw. Obecnie nie istnieje żadna organizacja monitorująca wszystkie najlepsze praktyki sieciowego wolontariatu na całym świecie, zbierająca dane o liczebności osób zaangażowanych w wirtualny wolontariat i dane o ilości organizacji korzystających z pomocy sieciowych wolontariuszy. Badania dotyczące wolontariatu, takie jak raporty o trendach w wolontariacie i organizacjach non-profit rzadko zawierają informacje o sieciowym wolontariacie (przykładowo termin ten nie pojawia się w raporcie „Volunteering in America” wydawanych przez Corporation for National Service's).
Stany Zjednoczone prowadzą usługę wirtualnego wolontariatu, początkowo stanowiącą część NetAid, która pomaga w rekrutacji wolontariuszy organizacjom pracującym na rzecz krajów rozwijających się. System ten nie zawiera jednak żadnych statystyk sieciowych wolontariuszy i organizacji korzystających z tej usługi. Kilka innych systemów, takich jak UNV Online Volunteering service, VolunteerMatch i Idealist, również oferuje wolontariuszom stanowiska zarówno w tradycyjnych organizacjach non-profit, jak i do wykonywania zadań online. VolunteerMatch ujawnia, że około 5% z oferowanych stanowisk dotyczy bezpośrednio zadań wykonywanych online. W czerwcu 2010 katalog ten zawierał ponad 2770 takich ofert z zakresu interaktywnego marketingu, fundraisingu, rachunkowości, mediów społecznościowych oraz mentoringu w biznesie. Udział ogłoszeń odnoszących się do zadań wirtualnych spadł w stosunku do 2006 roku, kiedy to wynosił blisko 8% wszystkich ofert obecnych w systemie VolunteerMatch.
Wikipedia i inne działania organizacji Wikimedia stanowią przykłady wirtualnego wolontariatu w formie crowdsourcingu lub mikrowolontariatu. Większość z wolontariuszy Wikipedii nie wymaga przejścia żadnych badań ani szkoleń, aby wykonywać zadania badaczy, autorów artykułów lub redaktorów. Wobec osób tych nie stawia się też żadnych specyficznych wymagań czasowych związanych ze świadczeniem usług.
Wiele organizacji zaangażowanych w wirtualny wolontariat może nigdy nie posługiwać się tym terminem, czy też określeniem „sieciowy wolontariusz” na swoich stronach internetowych lub w drukach organizacyjnych. Przykładowo Business Council for Peace (BPEACE) rekrutuje ekspertów biznesowych, by poświęcali swój czas na mentoring przedsiębiorców w krajach dotkniętych przez konflikty zbrojne, takie jak Afganistan i Rwanda, ale większość z tych wolontariuszy komunikuje się z zespołem BPEACE i przedsiębiorcami raczej za pośrednictwem sieci Internet, niżeli podczas spotkań „twarzą w twarz”. Określenie wirtualny wolontariat nie jest jednak wspominane na stronach internetowych projektu. BPEACE prowadzi też akcje sieciowego mikrowolontariatu w zakresie pomocy w wyszukiwaniu sieciowych społeczności konkretnych grup zawodowych w Stanach Zjednoczonych, ale nie wspomina o mikrowolontariacie na swoich stronach internetowych. Inny przykład stanowi Electronic Emissary, jeden z pierwszych programów mentoringu K-12 uruchomionych w 1992 roku. Strona internetowa programu nie zawiera określenia wirtualny wolontariat i preferuje określanie sieciowych wolontariuszy ekspertami od konkretnych spraw.

## Wirtualny wolontariat w Polsce
Zjawisko wirtualnego wolontariatu rozwija się w Polsce wraz z upowszechnianiem dostępu do sieci Internet oraz rozwojem instytucji trzeciego sektora.
Od 2009 roku wiele działań podejmowanych na rzecz promocji wirtualnego wolontariatu prowadzonych jest z inicjatywy projektu e-wolontariat prowadzonego przez Fundację Moje Stypendium i Fundację Orange w partnerstwie z Polsko-Amerykańską Fundacją Wolności. W ramach projektu prowadzone są następujące działania: portal e-wolontariat.pl umożliwiający nawiązywanie współpracy pomiędzy sieciowymi wolontariuszami oraz ponad 110 organizatorami wirtualnego wolontariatu z pomocą specjalnej bazy ofert, przykłady e-dobroczynności w Polsce i na świecie, materiały edukacyjne poświęcone tematyce wirtualnego wolontariatu, artykuły o wykorzystaniu nowoczesnych technologii jako narzędzi społecznego zaangażowania, blog z bieżącymi wiadomościami, konkurs „Odkryj e-wolontariat”, kampania społeczno-edukacyjna „Jesteśmy dziś jutro zawsze” oraz wydarzenia specjalne.